# Umbyquyra gurleyi
Umbyquyra gurleyi is een spinnensoort uit de familie van de vogelspinnen (Theraphosidae). De wetenschappelijke naam van de soort werd voor het eerst geldig gepubliceerd in 2020 door Sherwood & Gabriel.
De soort komt voor in Brazilië.